# سيباستيان تشيندزيلورز
سيباستيان تشيندزيلورز (مواليد 21 يناير 1979 في كرابكوويسي - بولندا) لاعب كرة قدم ألماني يلعب حاليا لصالح نادي الدرجة الأولى فولفسبورغ الألماني منذ 2008 في مركز الوسط المحوري .

## روابط خارجية
- سيباستيان تشيندزيلورز على موقع قاعدة بيانات كرة القدم.إي يو (الإنجليزية)
- سيباستيان تشيندزيلورز على موقع بيانات كرة القدم. دي إي (الألمانية)
- سيباستيان تشيندزيلورز على موقع عالم كرة القدم.نت (الإنجليزية)
- سيباستيان تشيندزيلورز على موقع كووورة